# Real Academia de Bélgica

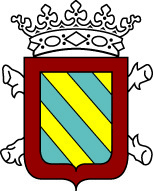
Emblema de la Real Academia de Bélgica.

La Real Academia de Ciencias, Letras y Bellas Artes de Bélgica, más conocida como Real Academia de Bélgica (en francés: Académie royale des sciences, des lettres et des beaux-arts de Belgique o Académie royale de Belgique), llamada «la Teresiana», por la emperatriz María Teresa de Austria, es una institución pública belga, fundada en 1769, que tiene como misión la promoción de trabajos y estudios científicos y artísticos. Está más vinculada al ámbito de la comunidad y cultura francesa belga, mientras que la academia más vinculada a la comunidad y cultura flamenca en el país es la Real Academia Flamenca de Ciencias y Bellas Artes de Bélgica  (en neerlandés: Koninklijke Vlaamse Academie van België voor Wetenschappen en Kunsten).

## Historia
La academia toma su origen en una sociedad literaria creada en Bruselas en 1769. En 1772, la sociedad recibió el título de Imperial y Real Academia de Ciencias y Letras de Bruselas, otorgado por la emperatriz María Teresa I de Austria, con la misión de animar la vida intelectual del país y estimular la investigación científica. La academia quedó suspendida durante los 22 años del mandato francés, hasta su restablecimiento en 1816 por Guillermo I de los Países Bajos. Después de la revolución belga de 1830, la academia se reorganizó con el nombre actual. En 1845 se creó la categoría de Bellas Artes (hoy Artes), además de las de Ciencias y Letras, y en 2009 se creó la categoría de Tecnología y Sociedad, complemento de las demás.

## Sede
La sede central de la academia se encuentra en Palacio de las Academias de Bruselas. El palacio alberga cinco academias, además de la Real Academia de Bélgica: la Real Academia de Medicina de Bélgica (fundada en 1840), la Real Academia de la lengua y de la literatura francesas de Bélgica (fundada en 1920), la Real Academia Flamenca de Bélgica para las Ciencias y las Artes (en neerlandés: Koninklijke Vlaamse Academie van België voor Wetenschappen en Kunsten) (fundada en 1938) y la Real Academia de Medicina de Bélgica (en neerlandés: Koninklijke Academie voor Geneeskunde (fundada en 1938 como una academia nacional bilingüe).

## Actividades
Apoya la investigación a través de publicaciones especializadas, facilita becas, realiza cursos y seminarios, otorga premios y colabora con otras instituciones y fundaciones. También estimula las actividades asociadas a otros organismos y entidades científicas tales como la Real Comisión de Historia, la Real Junta de Toponimia y Dialectología o el Instituto Histórico Belga en Roma. Mantiene un colegio, patrocinado por el Collège de France, donde se concentran las actividades relativas a conferencias, cursos y seminarios, que tiene como característica que la mayoría de sus actividades están abiertas a cualquier ciudadano y son gratuitos. Dispone además de una biblioteca, audioteca y videoteca, así como fondos digitalizados de obras de referencia de libre acceso.

## Composición
Está compuesta por cuatrocientos miembros, doscientos académicos belgas y 200 miembros asociados extranjeros. Se gestiona por un consejo rector que preside un secretario perpetuo (Hervé Hasquin desde 2007). La academia se divide en cuatro categorías por temática, cada una con 50 académicos y 50 asociados:
1. Categoría de Ciencias.
2. Categoría de Letras y Ciencias Morales y Políticas.
3. Categoría de Arte, subdivida a su vez en las secciones de Pintura y artes afines, Escultura, Arquitectura, Música e Historia y crítica.
4. Categoría de Tecnología y sociedad (creada en 2009)